# 7176 Kuniji
7176 Kuniji este un asteroid din centura principală de asteroizi.

## Descriere
7176 Kuniji este un asteroid din centura principală de asteroizi. A fost descoperit pe 1 decembrie 1989 la Kitami de Kin Endate și Kazuro Watanabe. El prezintă o orbită caracterizată de o semiaxă mare de 2,76 ua, o excentricitate de 0,14 și o înclinație de 8,0° în raport cu ecliptica.